# 西南灯心草
西南灯心草（学名：Juncus inflexus subsp. austro-occidentalis）是灯心草科灯心草属片髓灯心草的亚种。分布于中国大陆的贵州、云南、广西、西藏、四川等地，生长于海拔1,450米至2,600米的地区，多生于沼泽和林地水沟边，目前尚未由人工引种栽培。